# かくれんぼ (Whiteberryの曲)
「かくれんぼ」は、Whiteberryの6枚目のシングル。2001年7月18日にソニー・ミュージックレコーズから発売された。

## 概要
- 東宝配給アニメ映画『ピカチュウのドキドキかくれんぼ』オープニングテーマ[1]。
- カップリングは松本梨香「めざせポケモンマスター」のカバーで、テレビ東京系『ポケットモンスター』オープニングテーマ。

## 収録曲
1. かくれんぼ [4:32]
作詞：川村恵里加、作曲・編曲：たなかひろかず
2. めざせポケモンマスター [4:08]
作詞：戸田昭吾、作曲：たなかひろかず、編曲：坂井紀雄
3. かくれんぼ（instrumental） [4:32]
4. めざせポケモンマスター（instrumental） [4:07]